# RZ.2 (motor de foguete)

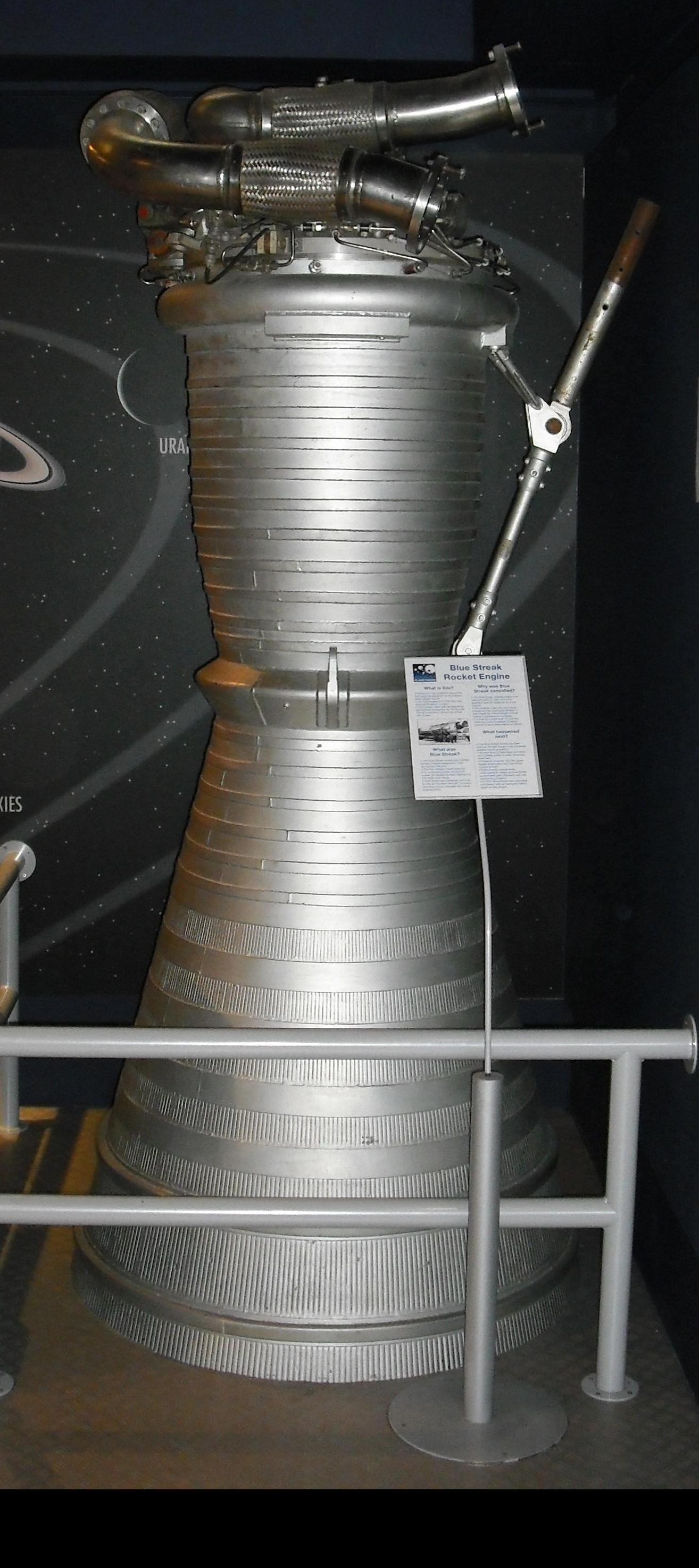
Um exemplar do motor RZ.2 em exposição

O RZ.2 foi um  motor de foguete britânico de combustível líquido usando querosene, usado no míssil Blue Streak.
O desenho foi um desenvolvimento do motor Rolls-Royce RZ.1, que por sua vez, foi uma evolução desenvolvida pela Rolls-Royce tendo por base o Rocketdyne S-3D.
O escritório da Rolls-Royce de Ansty foi o responsável pelo projeto.